# Zoniopoda serrana
Zoniopoda serrana is een rechtvleugelig insect uit de familie Romaleidae. De wetenschappelijke naam van deze soort is voor het eerst geldig gepubliceerd in 2011 door Pocco, Rubio & Cigliano.